# Evacuate the Dancefloor
Az Evacuate the dancefloor a Cascada nevű német együttes harmadik stúdióalbuma.

## Kislemezek
Németországban az Evacuate the Dancefloor című dal a slágerlistán az 5. helyig jutott. Kanadában, Franciaországban és Ausztráliában az 5., Norvégiában a 3. helyet érte el, az Egyesült Államokban a 28. helyre került a Billboard Hot 100-on. Így tulajdonképpen a Cascada az egyik legsikeresebb német előadó.
A következő dal a német piacon a Fever volt, ami 2009. október 9-én jelent meg. A szám Németországban a 31. helyen debütált. Nagy-Britanniában és Írországban megjelent kislemezként a Dangerous is. A Fever 2009 decemberében jelent meg harmadik kislemezként az Egyesült Királyságban.

## Számlista
1. Evacuate the Dancefloor
2. Hold On
3. Everytime I Hear Your Name
4. Ready or Not
5. Fever
6. Hold Your Hands Up
7. Breathless
8. Dangerous
9. Why You Had to Leave
10. What About Me
11. Draw the Line